# Don Bosco (Bozen)
Don Bosco (vereinzelt auch Neugries) ist eines der fünf Stadtviertel der Südtiroler Landeshauptstadt Bozen (Italien). Mit mehr als 26.000 Einwohnern ist es nach Gries-Quirein das bevölkerungsreichste und mit mehr als 5.800 Einwohnern pro km² nach Europa-Neustift das am zweitdichtesten besiedelte Stadtviertel. Don Bosco gehörte früher zur Marktgemeinde Gries und ist noch heute Teil der Katastralgemeinde Gries. Südöstlich der Don-Bosco-Kirche, in Richtung Eisack, finden sich die Reste des Chorherrenstifts Maria in der Au, dem ursprünglichen Konvent der Regularkanoniker des Stifts Gries.
Obwohl die zahlreichen Sozialwohnungen des Viertels zum Teil auch von Zuwanderern bewohnt werden, ist deren Anteil mit 8,4 % geringer als in anderen Stadtvierteln der Stadt.

## Geografie

### Lage
Don Bosco liegt im Bozner Talkessel im Etschtal und nimmt grob den südwestlichen Teil des Gemeindegebiets ein. Im Norden und Nordwesten ist es durch die Drusus-Allee und die Sigmundskroner Straße vom Stadtviertel Gries-Quirein abgegrenzt. Im Westen überschreitet Don Bosco die Etsch und erreicht an der Grenze zur Überetscher Gemeinde Eppan den sogenannten Kaiserberg, das Nordende des Mitterbergs mit der aufgelassenen Mülldeponie der Stadt Bozen und Schloss Sigmundskron. Im Süden bildet der Eisack die natürliche Grenze zum Stadtviertel Oberau-Haslach. Die Ostgrenze zum Stadtviertel Europa-Neustift folgt kleineren Straßenverläufen: vom Eisack beginnend nordwärts der Palermostraße entlang, dann an der Mailandstraße Richtung Westen, am Neubruchweg wieder Richtung Norden, an der Europa-Allee ein kurzes Stück Richtung Osten und die Sorrentstraße erneut Richtung Norden bis zur Drusus-Allee.

### Gliederung des Stadtviertels
- Don Bosco
- Europaallee
- Pius X.–Reschenstraße
- Sigmundskron
- Ortler
- Kaiserau
- Firmian

## Geschichte

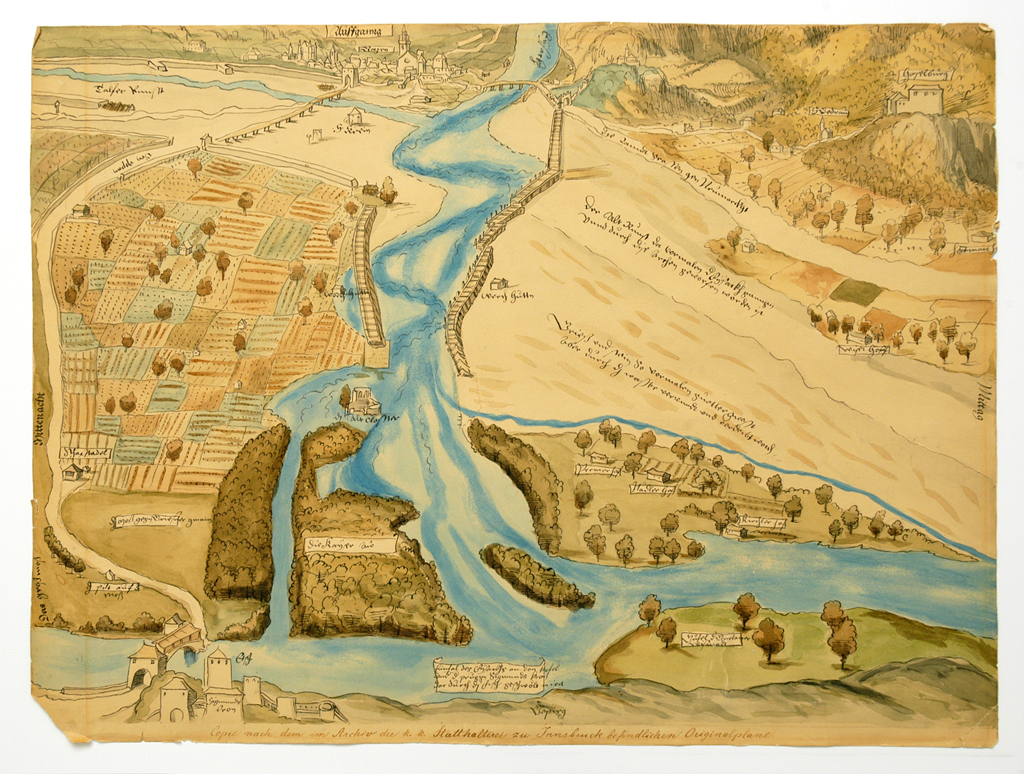
Älteste Bozner Stadtansicht von 1541, angefertigt von Bürgermeister Leonhard Hörtmair zur Dokumentation von Überschwemmungsschäden, mit dem heutigen Gebiet von Neugries-Don Bosco am orografisch rechten Eisackufer (linke Bildhälfte)

Der Eisack änderte vor seiner Regulierung sein Bett oftmals und überflutete immer wieder weite Teile des damals Kaiserau oder Au genannten Viertels. Kaiserau ist ein Gegendname, der im 16. Jahrhundert geprägt wurde, als Kaiser Ferdinand I., Erzherzog von Österreich, im Jahr 1562 vom Bischof von Trient mit dem Gericht Firmian-Sigmundskron belehnt wurde. Der Herrscher gab damit dem gesamten Gebiet östlich der Burg seinen heutigen Namen. Allerdings liegt der Bezeichnung der weit ältere Ortsname „Au“ zugrunde. Dieser Flurname ist schon seit dem 12. Jahrhundert als „Howe, Aue, Aw“ belegt. Er gab auch dem ehemaligen Augustiner-Chorherrenstift St. Maria in der Au seinen Namen, dessen Überreste heute im Park in der Alessandriastraße besichtigt werden können. Es war auf Eigenbesitz der Grafen von Morit-Greifenstein errichtet worden, ihre Rechtsnachfolger waren nacheinander die Grafen von Tirol, die Meinhardiner und die Habsburger.
Auf der vom Bozner Bürgermeister Leonhard Hiertmayr (Hörtmair) angefertigten Überschwemmungskarte von 1541 ist das Gebiet gut zu sehen. Der ehemals sumpfige, allenfalls landwirtschaftlich genutzte Ortsteil Quirein (Kaiserau) wurde 1925 zusammen mit der früheren Gemeinde Gries nach Bozen eingemeindet. Ab Mitte der 1930er begann die Bebauung des heutigen Stadtviertels Don Bosco. Ziel war es, für die vom italienischen Faschismus nach Bozen geholten Arbeiter des jenseits des Eisacks gelegenen neuen Bozner Industriegebiets Wohnraum zu schaffen (siehe dazu Italianisierung).

### Chorherrenstift Maria in der Au
Das später nach Gries übersiedelte Chorherrenstift Maria in der Au (lat. Sancta Maria de Augea) wurde 1165/66 in den Eisack-Auen durch Graf Arnold III. von Morit-Greifenstein und seine Gemahlin Mathilde von Valley errichtet. Der Konvent erhielt 1166 von Kaiser Friedrich I. ein Schutz- und Besitzbestätigungsprivileg, seine Vogtei gelangte in die Hände der Grafen von Eppan, die gut 20 Jahre zuvor das Chorherrenstift St. Michael an der Etsch begründet hatten. Die Chorherren kamen von Kloster Neustift bei Brixen und von Stift Klosterneuburg bei Wien.
Ende des 13. Jahrhunderts wurden die Konventsgebäude durch eine Überschwemmung in Mitleidenschaft gezogen. In der Folge wurde das Areal immer wieder überflutet, so dass die Chorherren 1412 in die ehemalige Burg der Grafen von Morit-Greifenstein in Gries zogen, die dem Konvcent von Herzog Friedrich IV. von Österreich-Tirol zur Verfügung gestellt worden war. Das alte Stift wurde daraufhin verschüttet und erst 1986 bei Bauarbeiten wiederentdeckt. 2007 wurde ein Park eröffnet, in dessen Mitte die Reste der Anlage zu besichtigen sind.

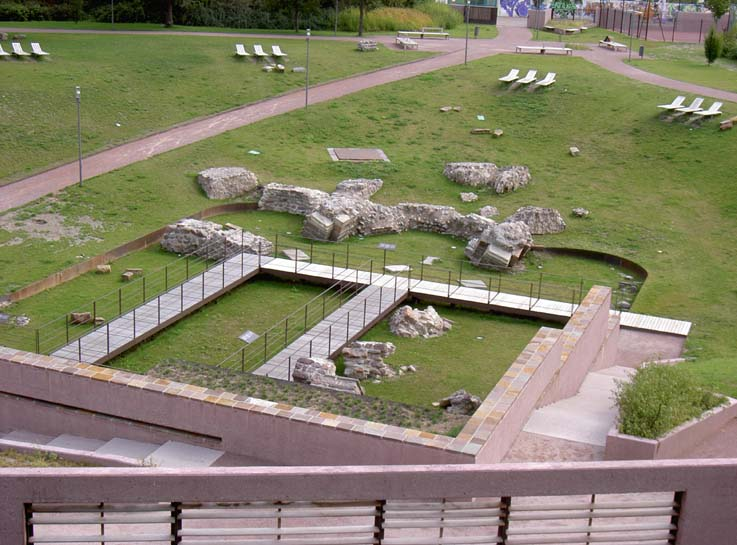
Übersicht von oben
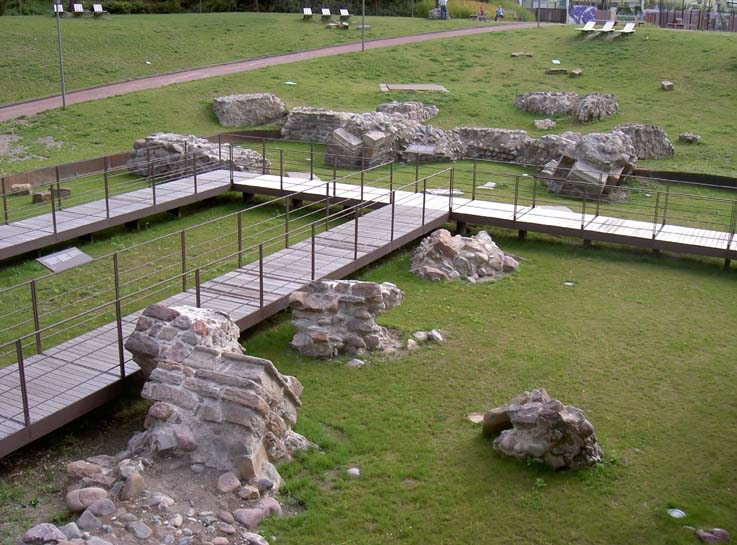
Ansicht von der Alexandriastraße
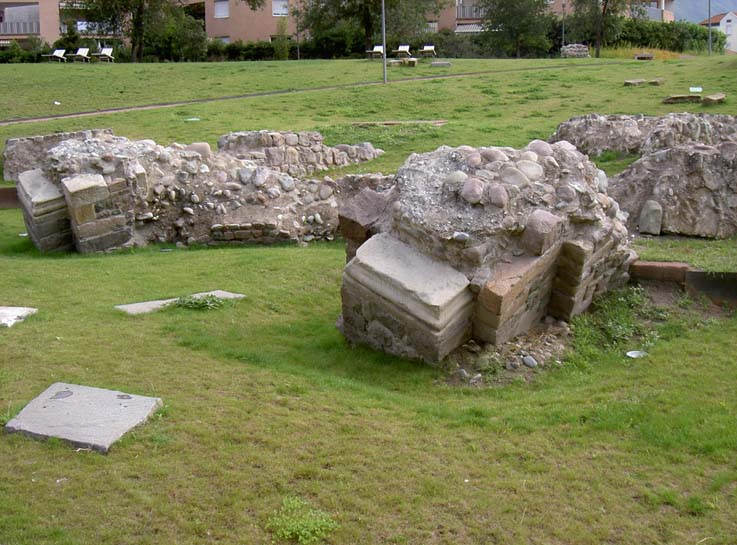
Die Apsis der Kirche
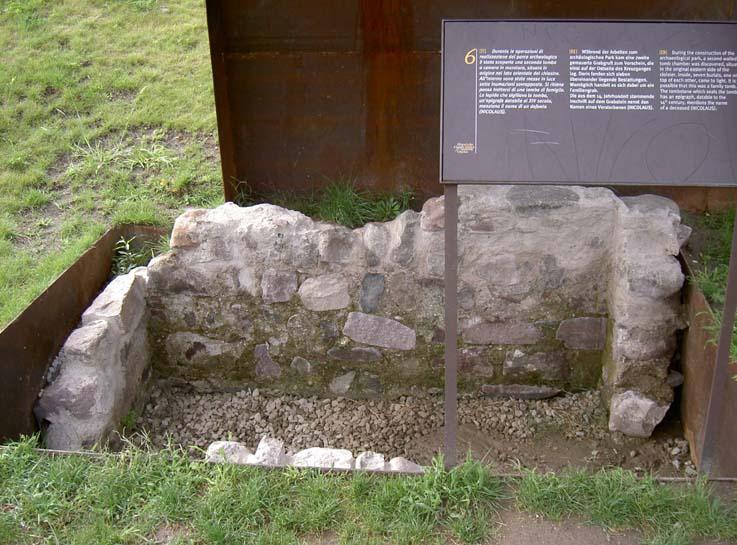
Ein Grab im Kreuzgang

### Zeit des Faschismus
Als in der Zeit des Faschismus die Italianisierung Bozens angelaufen war, wurde das heutige Stadtviertel Don Bosco ausgewählt, die Arbeiter des an der linken Seite des Eisacks ab 1935/36 errichteten Industriegebiets zu beherbergen. Da viele dieser Arbeiter aus ländlichen Verhältnissen stammten, entstand – im Sinne der ruralistischen Ideologie des Faschismus – ein sogenanntes „halbländliches“ Gebiet mit Häusern für zwei bis vier Familien und jeweiligem Gemüsegarten hinter dem Haus. Zugleich diente die geschlossene Ansiedlung weit abseits des Stadtzentrums der sozialen Segregation der Arbeiterfamilien, deren Sympathien das Regime nie völlig gewiss war.

#### Der Rione Dux

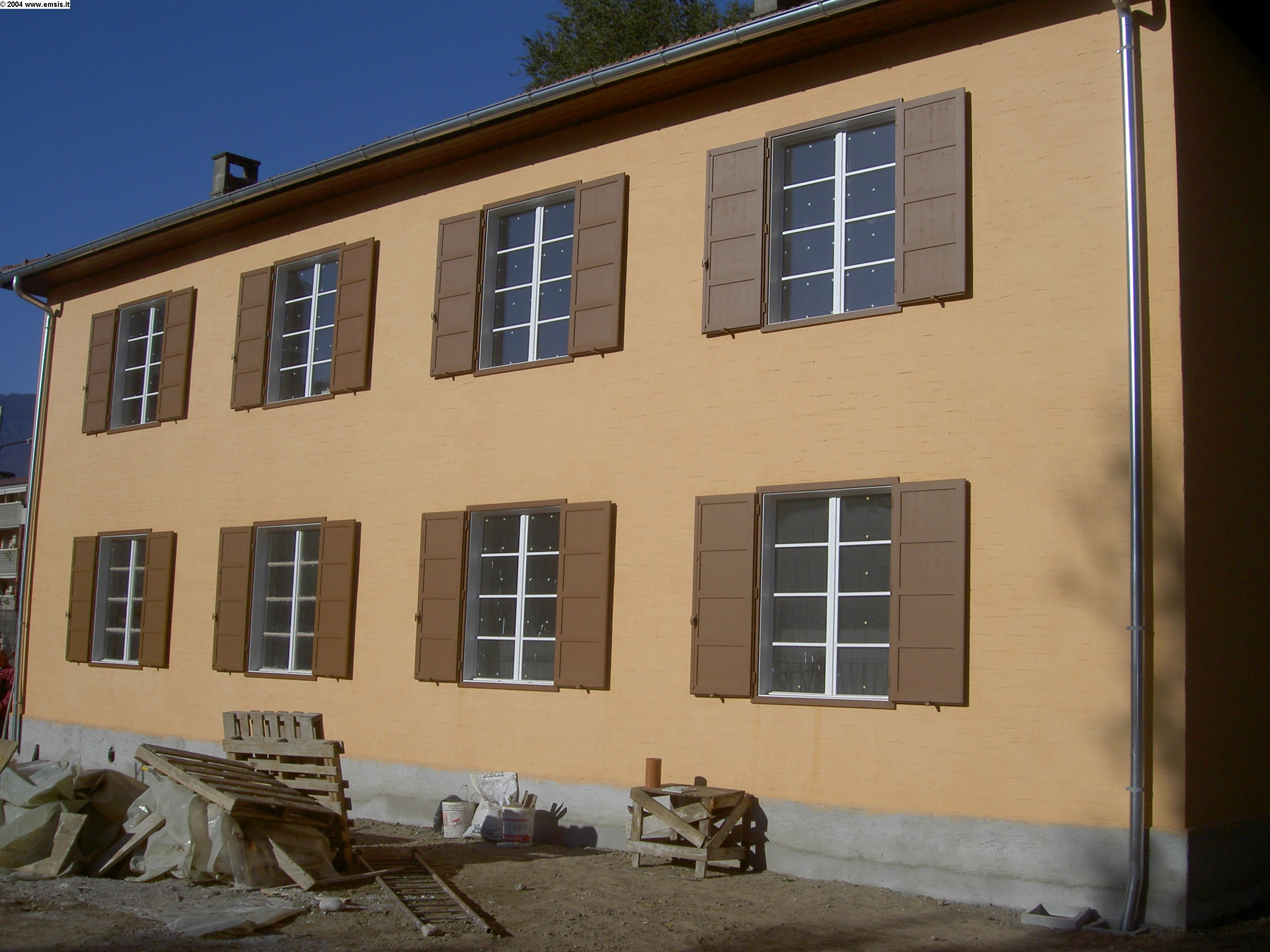
Haus des Semirurali-Viertels, in dem ein Stadtviertelmuseum eingerichtet wurde

Für die ersten Neu-Siedler wurde ab 1935 das Rione Littorio um die Piazza Littoria (heute Matteottiplatz im Stadtviertel Europa-Neustift) errichtet. Dort entstanden mehrstöckige Mietshäuser in einem städtischen Ambiente. Da aber immer mehr Zuwanderer mit bäuerlichem Hintergrund in Bozen ankamen, wurde in den Jahren 1938 bis 1939 südlich des Rione Littorio der Rione Dux mit den oben beschriebenen Häusern und Gärten errichtet, der später Semirurali (Halbländliches Viertel) genannt wurde. Die Straßen waren zum Teil nicht asphaltiert und erhielten alle Namen von italienischen Städten. Diese sind bis heute erhalten geblieben (z. B. Parma, Mailand, Cagliari, Genua, Gorizia/Görz, Sorrent und Bari).
In dem Viertel wurden keine Geschäfte errichtet, allein ein Platz wurde angelegt (der heutige Don-Bosco-Platz).
Ein halbes Jahr nach Abschluss der Arbeiten wurden am nordöstlichen Eck des neuen Viertels (Palermostraße-Mailandstraße) neue Geschäfte eröffnet. In der Nähe dieser Geschäfte wurde in einem der Häuser eine Kapelle eingerichtet, die schon dem heiligen Johannes Bosco geweiht war.

#### Das Durchgangslager Bozen
Vom nationalsozialistischen Durchgangslager Bozen, das sich westlich der Reschenstraße befand, ist nur mehr eine Begrenzungsmauer erhalten geblieben. Im April 2004 wurde hier eine Erinnerungsstrecke (Passage der Erinnerung) eröffnet, prominentester Gast bei der Veranstaltung war Mike Bongiorno, einst selbst für kurze Zeit im NS-Lager inhaftiert.

### Ausbau des Viertels in der jüngeren Zeit

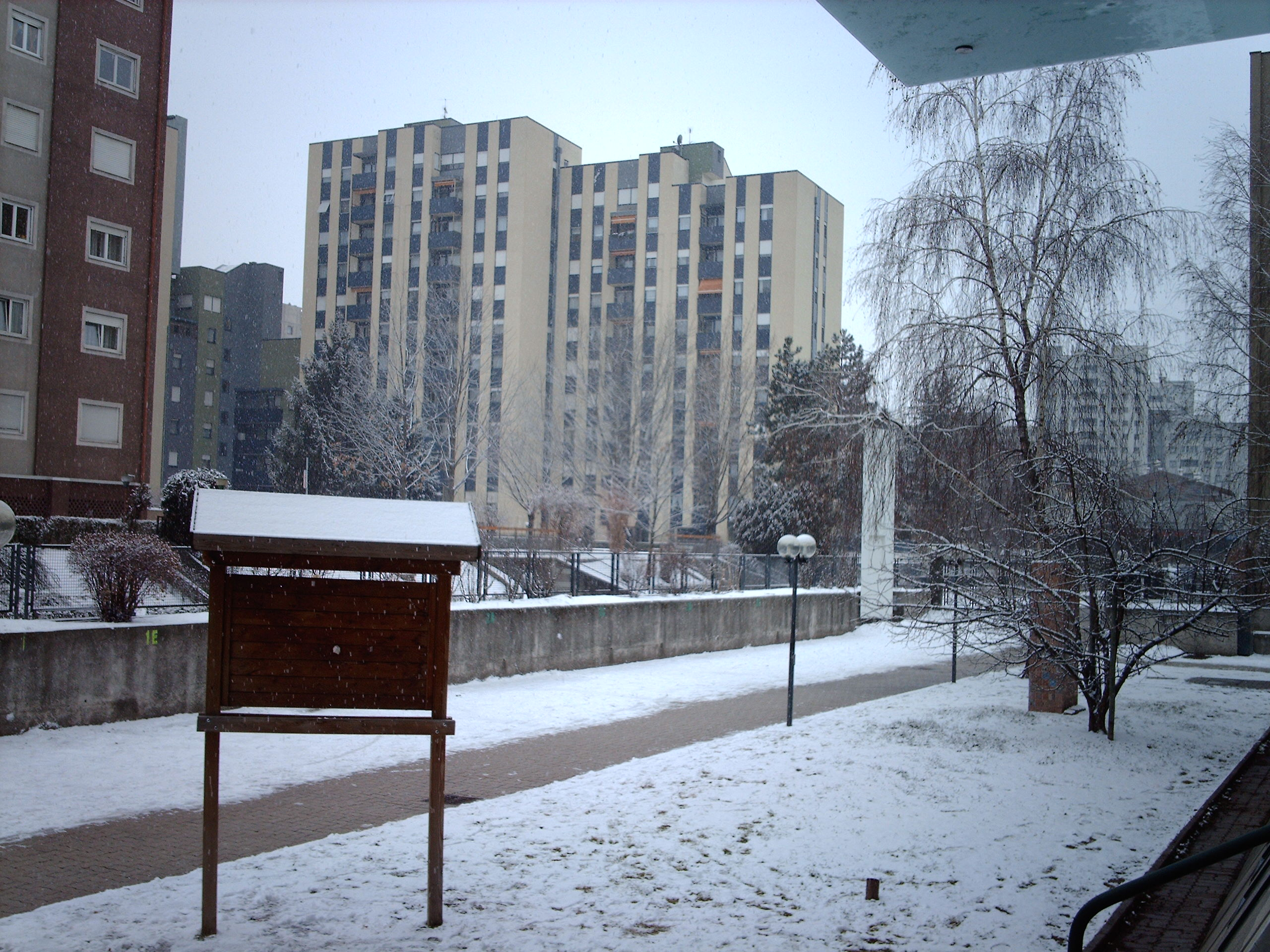
Hochhäuser in der Europaallee

Die Häuser, die in den 1950er Jahren südlich der ursprünglichen Semirurali-Zone gebaut wurden, hatten einen eher städtischen Charakter. In den 1970er Jahren wurde am nördlichen Rand des Viertels, zwischen Mailandstraße und Drususallee, eine neue Straße angelegt, die Europa-Allee. Längs dieser Straße entstanden durchwegs zehnstöckige Wohnhäuser, darunter auch die bis dato höchsten Wohnhäuser der Region (die Gebäude sind 49,5 Meter hoch und haben 15 Stockwerke). Es existieren zwar Pläne, neben dem neuen City-Tower, der mit einer Höhe von 42 Metern die Ansicht Bozens von Osten prägt, ein weiteres, noch höheres Hochhaus zu bauen. Die Bauarbeiten hierfür haben jedoch noch nicht begonnen.
Anfang der 1990er Jahre stand man vor der Wahl, die Semirurali-Häuser aufwendig zu restaurieren und mit Heizungen auszustatten, oder sie großteils abzubrechen und durch neue, zeitgemäßere und aufnahmefähigere Mehrfamilienhäuser (Mietwohnungen des Südtiroler Wohnbauinstituts) zu ersetzen. Bis heute sind nur zwei Semirurali-Häuser erhalten geblieben. Eines davon wird weiterhin bewohnt, im anderen wurde ein Semirurali-Museum eingerichtet.
Aufgrund des weiter gestiegenen Wohnraumbedarfes wurden im Stadtviertel in den letzten Jahren zwei neue Wohnbauzonen eingerichtet; in den früheren Obstwiesen östlich der Reschenstraße entstand zwischen der Mailandstraße und der Drususallee das Quartier Firmian (benannt nach einem mit Schloss Sigmundskron in Verbindung stehenden Tiroler Adelsgeschlecht). Auf 17 ha Fläche entsteht dort ein Wohngebiet für etwa 4000 Einwohner. 2004 ergab sich die Möglichkeit in der Kaiserau, östlich des Quartiers Ortlerstraße-Similaunstraße, nahe dem Eisackufer und der Bahnstrecke Bozen–Meran eine Fläche von 10 ha zu verbauen. Diese Wohneinheiten für etwa 3000 Menschen sollten ausschließlich Genossenschaften des geförderten Wohnbaus und dem Wohnbauinstitut zur Verfügung gestellt werden. Der Bozner Stadtrat hat diesem Projekt Priorität eingeräumt und umgehend einen Wettbewerb für die einheitliche Bebauung dieses neuen Quartiers Kaiserau ausgelobt. Der Sieger dieses Projektes schlug vor, sogenannte „Schlösser“ verschiedener Höhe mit viel Grün dazwischen zu errichten. In Firmian wird ein guter Teil der Kubatur von privaten Bauherren zum freien Verkauf errichtet; angesichts der aktuellen Entwicklungen am Wohnungsmarkt wurden die Projekte jedoch teilweise zurückgestellt. Da die Bauherren des Quartiers Kaiserau sich am eigenen Bedarf orientieren, ist das Quartier fast fertiggestellt. Es fehlen noch die geplanten Zusatzgebäude, etwa ein Gebäude, das im Erdgeschoss verschiedene Geschäfte und eine Bar sowie in den Obergeschossen Wohnungen für den sogenannten Mittelstand (also jene, die einen Mietvertrag mit Kaufoption erhalten) enthalten soll. Die Genossenschaften haben jetzt ein Konsortium gegründet und wollen das Gebäude errichten. In Firmian wurde die deutschsprachige Grundschule „Alexander Langer“ errichtet. Dazu wurde eine Kirche erbaut und der „Mutter Teresa von Kalkutta“ gewidmet.

## Politik

### Stadtviertelrat
| Stadtviertelratswahl Don Bosco 2020 %20100 17,7 %13,9 %12,3 %11,0 %9,2 %9,1 %5,7 %5,6 %4,8 %3,9 %2,8 %4,0 % LNWeiterbPDFüBodFdIBLfCPISVPGrüneM5STKSonst.Gewinne und Verlusteim Vergleich zu 2016 %p 15 10 5 0 −5−10−15−20−25+6,5 %p+13,9 %p−5,7 %p+5,0 %p+9,2 %p+5,8 %p−5,5 %p−1,5 %p+0,7 %p−9,9 %p+2,8 %p−21,3 %pLNWeiterPDFüBoFdIBLCPISVPGrüneM5STKSonst.Anmerkungen:b Oltre Weiter Zanind lo sto con Bolzano – Für Bozenf Lista Civica Bürgerliste | Sitzverteilung im Stadtviertelrat Don Bosco seit 2020Insgesamt 11 Sitze - PD: 2 - Grüne: 1 - M5S: 1 - BL: 1 - FüBo: 1 - Weiter: 2 - LN: 2 - FdI: 1 |

1995 wurden die ersten Stadtviertelräte gewählt und Bozen in die fünf Stadtviertel aufgeteilt. Die Stadtviertelräte und die beigeordneten Bürgerschalter haben einige Zuständigkeiten in den Bereichen Meldeamt, öffentliches Grün und Spielplätze sowie Straßenbau, daneben werden kulturelle und soziale Tätigkeiten im Stadtviertel unterstützt.
| Amtszeit  | Name                | Partei               |
| --------- | ------------------- | -------------------- |
| 1995–1997 | Tiziano Cabrele     | Alleanza Nazionale   |
| 1997–1999 | Maria Teresa Tomada | Alleanza Nazionale   |
| 1999–2000 | Donata Fabbri       | Forza Italia         |
| 2000–2005 | Enio Marcelli       | Noi per l'Alto Adige |
| 2005      | Enio Marcelli       | La Margherita        |
| 2005–2010 | Enrico Lillo        | Forza Italia         |
| 2010–2011 | Luigi Baratta       | Partito Democratico  |
| 2011–2015 | Pasquale Morabito   | Partito Democratico  |
| seit 2015 | Federico De Piccoli | Fünf-Sterne-Bewegung |

Der Stadtviertelrat besteht aus 11 Mitgliedern, der Präsident und sein Stellvertreter werden aus deren Mitte gewählt. Der Präsident ist in Don Bosco immer italienischer Sprache, sein Stellvertreter muss der deutschen Sprachgruppe angehören. Anders als im Gemeinderat, in dem die Parteien der deutschsprachigen Bevölkerung höheres Gewicht haben, geht die Mehrheit der Sitze in Don Bosco eher an Mitte-Rechts.

## Wirtschaft und Infrastruktur
Don Bosco ist ein typisches Wohnviertel mit vielen Sozialbauwohnungen (siehe Geschichte), trotzdem sind hier einige Handwerks- bzw. Handelsbetriebe angesiedelt (am Rande des Viertels in der Drususstraße). Der Westen und Südwesten des Stadtviertels außerhalb der geschlossenen Siedlungsgrenze entlang der Etsch ist landwirtschaftlich geprägt (zum Großteil Apfelanbau).

### Verkehr

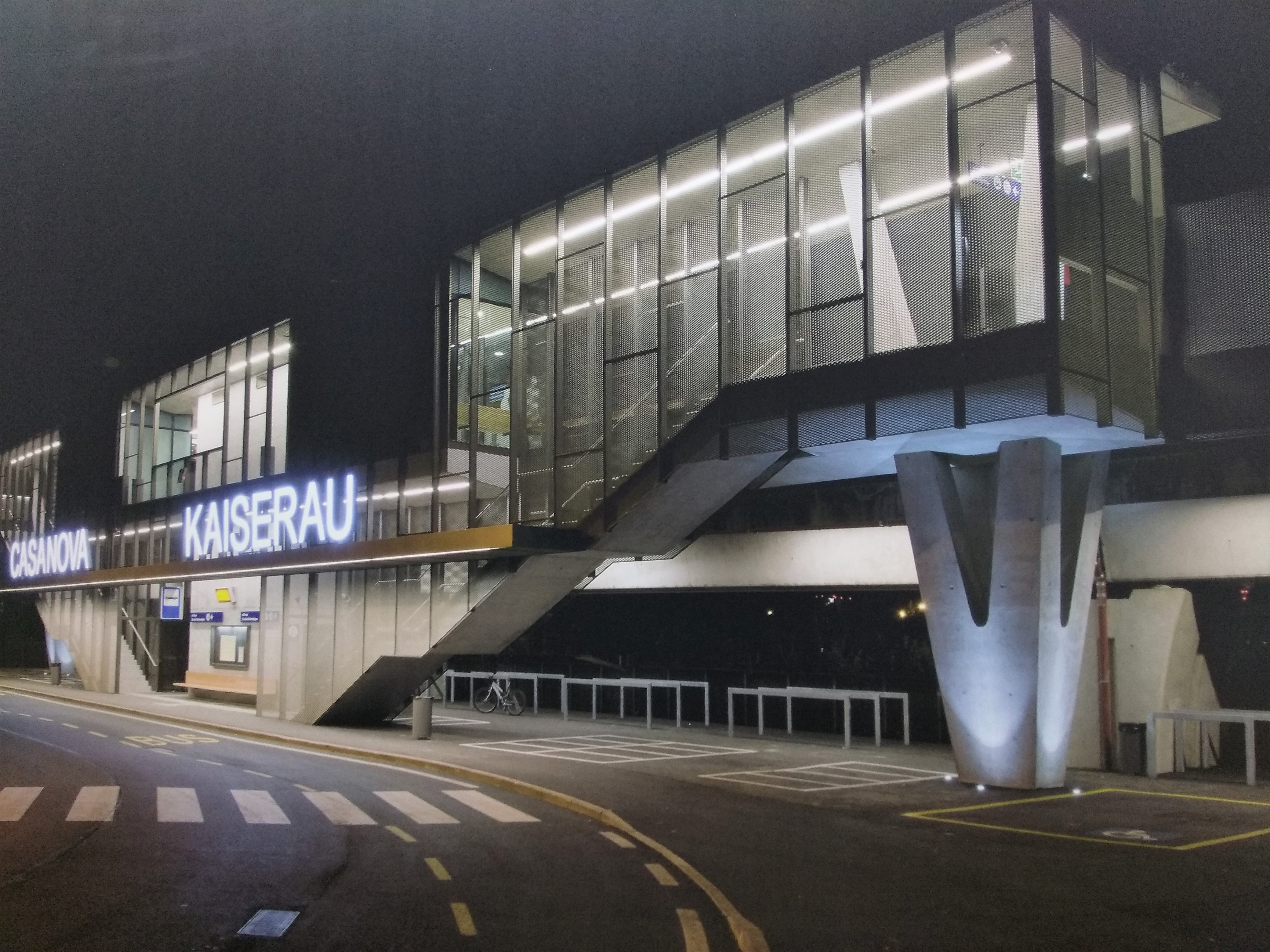
Die Haltestelle Kaiserau-Casanova der Bahnlinie Bozen-Meran

Die Hauptdurchzugsstraßen sind die Reschenstraße, die Mailandstraße, die Europaallee und die Drususallee. Das Viertel wird von sechs Buslinien angefahren: Es sind dies die Linien 3, 5, 6, 8, 9 und 10 sowie der Nachtdienst 153. Am Rande des Quartiers Kaiserau befindet sich eine Haltestelle (Bahnhof) der Bahnstrecke Bozen–Meran.
Don Bosco ist über die Radroute 1 „Brenner–Salurn“, die Radroute 2 „Vinschgau–Bozen“ und die Radroute 7 „Bozen–Kaltern“ an das regionale Radwegenetz angebunden, daneben gibt es Radwege in verschiedenen Straßen.

### Parks
Entlang des Eisacks besteht eine ausgedehnte Uferpromenade mit zahlreichen Spielplätzen. Weitere Parks sind der Europapark und der Park rund um die Ausgrabungen des früheren Chorherrenstifts Maria in der Au.

### Gesundheit und Sozialdienste
Im Stadtviertel gibt es mehrere niedergelassene Ärzte verschiedener Fachrichtungen. Daneben können, wie in allen Stadtvierteln, gewisse Visiten und Untersuchungen (Blutabnahme, zahnärztliche, gynäkologische oder pädiatrische Vorsorgeuntersuchungen) im Sitz des Gesundheits- und Sozialsprengels Don Bosco-Bozner Au (unter der Kirche Maria in der Au) durchgeführt werden. Dort haben auch die für das Stadtviertel zuständigen Sozialdienste ihren Sitz. Die Mieter des Wohnbauinstituts können auch den Mieterservice in Anspruch nehmen, der in einem der zahlreichen Häuser des Instituts seinen Sitz hat.

### Behörden und Unternehmen mit öffentlichem Auftrag
In Don Bosco sind auch einige Behörden und Unternehmen mit öffentlichem Auftrag angesiedelt:
- Landesrat für italienische Kultur, das italienische Landesschulamt (sovrintendenza scolastica)
- INAIL-Landesdirektion (Nationalinstitut für die Arbeitsunfallversicherung)
- ORF-Studio Bozen
- Istituto Zooprofilattico delle Venezie – Sektion Bozen (Institut für Tierseuchenbekämpfung für Nord-Ost-Italien)

## Bildung
Für die italienische Sprachgruppe gibt es drei Grundschulen („Don Bosco“, „Martin Luther King“, „Alexander Langer“) und zwei Mittelschulen („Vittorio Alfieri“, „Ada Negri“). An weiterführenden Schulen ist im Stadtviertel allein das Sozialwissenschaftliche und Kunstgymnasium „Giovanni Pascoli“ angesiedelt.
Die im Stadtviertel bestehenden Angebote für die deutsche Sprachgruppe beschränken sich auf die Grundschule „Alexander Langer“ (die nächstgelegene Mittelschule gibt es im benachbarten Stadtviertel Europa-Neustift) und die Technologische Fachoberschule „Max Valier“.
Außerdem gibt es mehrere Bibliotheken:
- Gemeindebibliothek, Außenstelle Ortlerstraße
- Stadtteilbibliothek Firmian
- Bibliothek „Sandro Amadori“ (Circolo Culturale Don Bosco – Kulturverein Don Bosco)

## Kultur

### Kirchen
1940 wurde eine kleine Kapelle errichtet. Diese Kapelle wurde dem heiligen Johannes Bosco geweiht. Die damaligen politischen Amtsträger erhofften sich damit, die Salesianer Don Boscos für die Seelsorge zu gewinnen. Die bischöfliche Kurie von Trient verwahrte sich jedoch dagegen.
Die Gemeinde setzte sich weiterhin für die Errichtung einer Kirche ein. So konnte am 27. Juli 1941 an der früheren Piazza Pontinia der Grundstein für die Don-Bosco-Kirche gelegt werden. Da die Gemeinde allerdings kein Geld für den Bau hatte, musste man private Sponsoren suchen. Die Betriebe des Industriegebiets waren auch bereit, die Kosten zu übernehmen. 1943 wurde der Bau infolge der Besatzung der Stadt durch die Wehrmacht eingestellt. Die Baustelle wurde in dieser Zeit als Lagerhaus benutzt.
1947 wurde die Kirche unter aktiver Mitwirkung der Bevölkerung fertiggestellt. Ende des 20. Jahrhunderts wurde sie renoviert. Heute findet in der Kirche monatlich auch eine Messe in polnischer Sprache statt. Später wurden zwei weitere katholische Kirchen errichtet: die Pfarrkirche Pius X. in der Reschenstraße (1969, Armando Ronca) und die Fronleichnamskirche in der Gutenbergstraße, die zur Pfarrei Don Bosco gehört, aber vom Pfarrer der Pfarrei Mutter Teresa betreut wird. In den 1990er Jahren wurde in der Nähe der Don-Bosco-Kirche die Pfarrkirche Maria in der Au errichtet, die von der deutschsprachigen Bevölkerung des Viertels genutzt wird. Beide Kirchen kommen ohne Kirchturm aus; Pläne, einen gemeinsamen Kirchturm zwischen den beiden Kirchen zu errichten, wurden nie verwirklicht. Die Kirche der Pfarrei Mutter Teresa wurde zwischen 2010 und 2012 im neuen Viertel Firmian errichtet.
Neben diesen katholischen Gotteshäusern gibt es noch einen Königreichssaal der Zeugen Jehovas, ein Neuapostololisches Gotteshaus, ein Missionszentrum der Mormonen und einen islamischen Gebetsraum.

### Regelmäßige Veranstaltungen

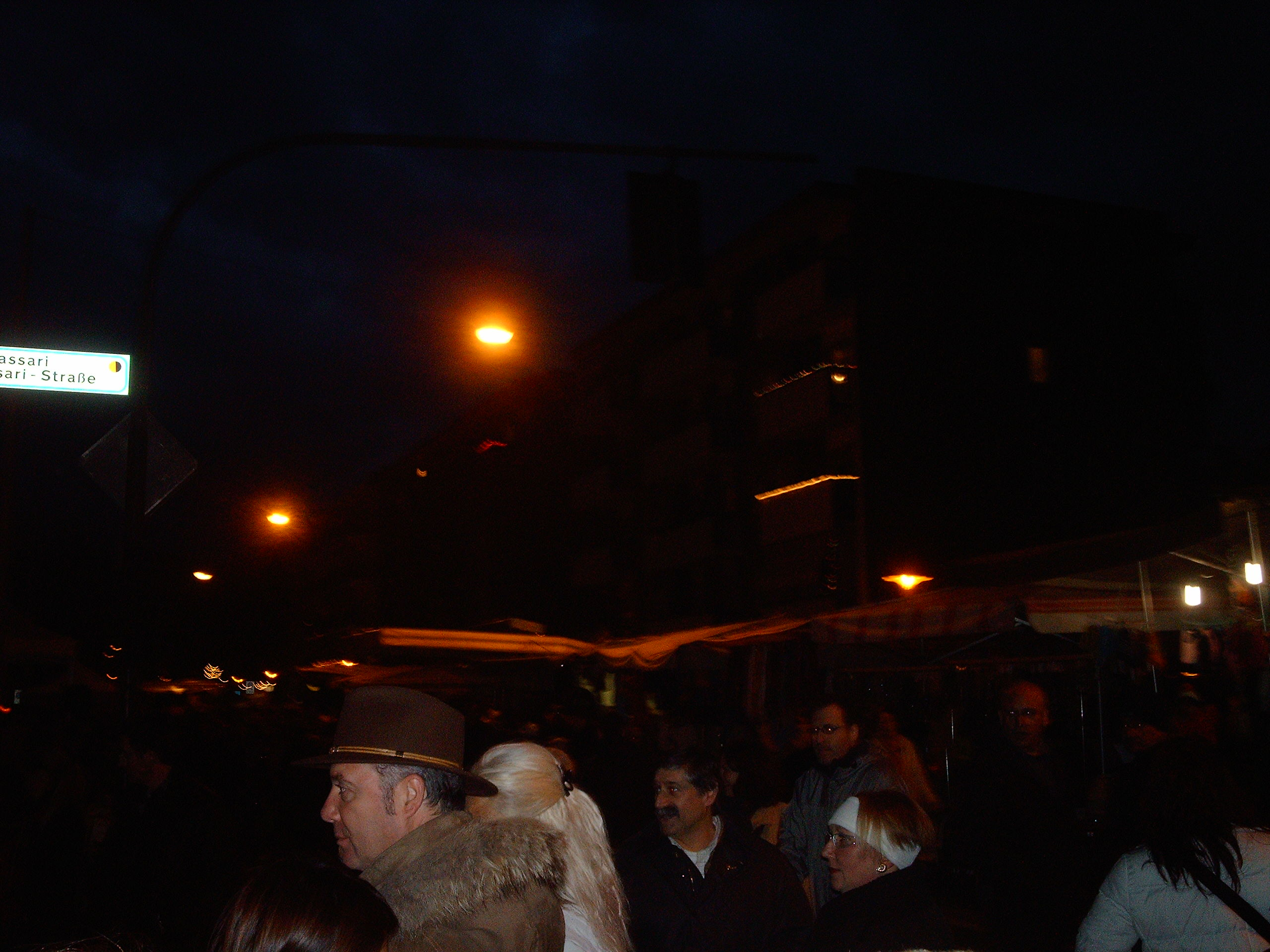
Bienenfest

Im Stadtviertel finden einige Wochenmärkte statt:
- Montagsmarkt (Don-Bosco-Platz)
- Dienstagsmarkt (Piacenzastraße)
- Bauernmarkt (freitags am Don-Bosco-Platz)

Weitere Veranstaltungen
- Bienenfest (8. Dezember, Reschenstraße und Umgebung)
- Turnier der Stadt Bozen (Fußballturnier)
- Faschingsumzug

### Sport
In der Reschenstraße befinden sich einige Sportstätten:
- Stadthalle (Mehrzweckhalle)
- Europastadion (American-Football-Stadion mit 3000 Sitzplätzen)
- Hinter der Stadthalle befinden sich mehrere Fußballplätze

## Persönlichkeiten
- Graf Arnold III. von Morit-Greifenstein (12. Jh.), Begründer des Augustinerchorherrenstifts in der Au
- Gräfin Mathilde von Valley (12. Jh.), Begründerin des Augustinerchorherrenstifts in der Au
- Antonella Bellutti (* 1968), Radsporterlin, Leichtathletin und Bobfahrerin
- Manuel Quinziato (* 1979), Radsportler